# Hannah Dodd (atriz)
Hannah Francesca Katie Dodd (Colchester, 17 de maio de 1995), conhecida apenas como Hannah Dodd, é uma atriz e modelo britânica. Ela começou sua carreira como modelo e treinou como dançarina antes de estrelar a série adolescente do Hulu Find Me in Paris (2018–2020). Desde então, ela apareceu no drama de época da Netflix Bridgerton (2024–) como Francesca Bridgerton. Seus filmes notórios incluem Enola Holmes 2 (2022).

## Juventude
Dodd nasceu no dia 17 de maio de 1995 em Colchester e cresceu em Leavenheath, na fronteira Essex - Suffolk. Ela frequentou a Ormiston Sudbury Academy. Ela dança desde os dois anos de idade. Ela fez um curso no Evolution Foundation College, do qual agora é patrocinadora, antes de se formar como Bacharel em Dança Teatral pelo London Studio Centre em 2017.

## Carreira
Dodd começou sua carreira como modelo e tinha 16 anos quando assinou contrato com a Select Model Management, usando o dinheiro que ganhou para financiar seu treinamento em dança. Ela foi modelo para marcas como Primark, Topshop, Boden e Monsoon Accessorize antes de conseguir um desfile na Burberry em 2014, quando tinha 19 anos, ao lado de Romeo Beckham.
Em 2018, Dodd fez sua estreia na televisão na série do Hulu Find Me in Paris como Thea Raphael e em Harlots como Sphia Fitzwilliam. Ela interpretou Sandra, a forma adulta ilusória de Sprite no filme de 2021 Eternals, do Universo Cinematográfico da Marvel, dirigido por Chloé Zhao. No ano seguinte, Dodd apareceu como uma versão jovem da personagem de Sienna Miller durante seus anos de universidade na minissérie de 2022 da Netflix, Anatomy of a Scandal.
Também em 2022, Dodd interpretou Sarah Chapman no filme da Netflix Enola Holmes 2 e Corinne Foxworth em Flowers in the Attic: The Origin, uma prequela da minissérie da Lifetime baseada no romance Garden of Shadows. Em maio de 2022, foi anunciado que Dodd substituiria Ruby Stokes na terceira temporada do drama de época da Netflix produzido pela Shondaland, Bridgerton, como Francesca, a sexta filha Bridgerton. Em 2023, foi anunciado que Dodd seria o rosto da campanha Botanical Repair da Aveda.

## Filmografia

### Filmes
| Ano  | Título                  | Papel                  | Notas |
| ---- | ----------------------- | ---------------------- | ----- |
| 2019 | Fighting with My Family | Townie                 |       |
| 2021 | Eternals                | Sandra                 |       |
| 2022 | Enola Holmes 2          | Sarah Chapman / Cicely |       |

### Televisão
| Ano           | Título                           | Papel                   | Notas                                                      |
| ------------- | -------------------------------- | ----------------------- | ---------------------------------------------------------- |
| 2018–2020     | Find Me in Paris                 | Dorothea "Thea" Raphael | Papel principal (temporadas 1–2); recorrente (temporada 3) |
| 2018–2019     | Harlots                          | Sophia Fitzwilliam      | Papel recorrente (temporadas 2–3; 5 episódios)             |
| 2020          | Pandora                          | Jennifer                | Episódio: "Don't Think Twice, It's All Right"              |
| 2022          | Anatomy of a Scandal             | Sophie Whitehouse jovem | Minissérie; 4 episódios                                    |
| 2022          | Flowers in the Attic: The Origin | Corinne Foxworth        | Minissérie                                                 |
| 2024-presente | Bridgerton                       | Francesca Bridgerton    | Temporada 3                                                |

### Videoclipes
| Canção             | Ano  | Artista       | Notas |
| ------------------ | ---- | ------------- | ----- |
| "Six Days in June" | 2020 | The Fratellis |       |

## Links externos
- Hannah Dodd. no IMDb.
- Hannah Dodd no Olivia Bell Management